# Aethionectes bokumanus
Aethionectes bokumanus är en skalbaggsart som beskrevs av Guignot 1956. Aethionectes bokumanus ingår i släktet Aethionectes och familjen dykare. Inga underarter finns listade i Catalogue of Life.